# 2014
Het jaar 2014 is een jaartal volgens de christelijke jaartelling. De Verenigde Naties riepen 2014 uit tot Internationaal Jaar van de kristallografie.

## Gebeurtenissen

### Januari
- 1 - Griekenland neemt het voorzitterschap van de Raad van de Europese Unie over van Litouwen.
- 1 - Letland treedt toe tot de eurozone en start met het omwisselen van zijn Letse lati voor euro's.
- 1 - Na zeven jaar worden de tijdelijke beperkingen aangaande het vrije verkeer van werknemers binnen de EU opgeheven voor Roemenen en Bulgaren.
- 1 - Het verbod om alcoholische dranken te verkopen of te schenken aan jongeren in Nederland, vastgelegd in de Drank- en Horecawet (die sinds juli 2021 Alcoholwet heet) is verhoogd van 16 tot 18 jaar.
- 1 - De Nederlandse darter Michael van Gerwen wint het wereldkampioenschap darten van de PDC door in de finale de Schot Peter Wright met 7-4 te verslaan.
- 1 - Rusland neemt het voorzitterschap van de G8 over van het Verenigd Koninkrijk.
- 1 - In Colorado wordt de eerste coffeeshop in de Verenigde Staten geopend.[2]
- 1 - De Wet gebruik Friese taal wordt van kracht, waardoor in de Nederlandse provincie Friesland het Fries, naast het Nederlands, een officiële taal wordt.
- 6 - De verplichte postbezorging op maandag in Nederland is verleden tijd. Rouwkaarten en ander spoedeisende bestellingen worden nog wel bezorgd.
- 17 - De Nederlandse minister van Economische Zaken Kamp presenteert in Groningen het Gasakkoord dat het Rijk, de provincie en de NAM hebben gesloten. De aardgaswinning in Loppersum zal met 80% worden beperkt om de kans op aardbevingen te verkleinen. Groningen zal worden gecompenseerd voor de schade door de aardgaswinning.
- 26 - Strijders van Boko Haram overvallen een christelijk dorp in het noordoosten van Nigeria. In een kerk vallen 22 doden.[3]
- 27 - Het parlement van Noord-Cyprus schrapt de strafbepaling voor seks tussen volwassen mannen uit het strafwetboek, waarmee in heel Europa homoseksualiteit legaal is geworden.
- 27 - De premier van Oekraïne Mykola Azarov treedt af in een poging de opstand van Euromaidan te bezweren.
- 31 - Bij een brand in een studentenhuis in het Belgische Leuven komen twee Ierse studentes om het leven.

### Februari
- 3 - Janet Yellen wordt de eerste vrouw als Voorzitter van het Federal Reserve System in de VS.
- 7-23 - XXIIe Olympische Winterspelen in Sotsji, Rusland.
- 10 - Het lichaam van de Nederlandse oud-minister Els Borst wordt gevonden in de garage bij haar woning in Bilthoven. Uit onderzoek blijkt dat zij door een misdrijf om het leven is gebracht.
- 17 - Bij een bestorming van zijn woning in Sinaloa weet de Mexicaanse drugstycoon El Chapo via het riool te ontsnappen. Vijf dagen later wordt hij alsnog opgepakt.
- 18 - De maandenlange Euromaidan-protesten in Kiev escaleren in gewelddadige confrontaties tussen binnenlandse troepen en demonstranten en monden uit in de Revolutie van de Waardigheid.
- 19 - Facebook neemt voor 14 miljard euro de online berichtendienst WhatsApp over.
- 22 - Nadat de Oekraïense president Viktor Janoekovitsj van Kiev naar Charkov is gevlucht, stemt het Oekraïense parlement in met het afzetten van de president, het instellen van een interim-regering en de organisatie van nieuwe presidentsverkiezingen op 25 mei 2014. Joelia Tymosjenko wordt vrijgelaten uit de gevangenis.
- De ebola-uitbraak in West-Afrika in 2014 begint met de eerste verspreiding van het virus in enkele districten van Guinee tijdens de maand februari.

### Maart
- 2 - Tijdens de 86ste Oscaruitreiking wint de film Gravity zeven Oscars maar de prijs voor de beste film van 2013 gaat naar 12 Years a Slave van regisseur Steve McQueen.
- 3 - Oppositie van de planeet Mars.
- 8 - Malaysia Airlines-vlucht 370 verdwijnt op weg naar Peking, met aan boord 239 mensen.
- 10 - In Nederland zijn het paspoort en de ID-kaart voortaan 10 jaar geldig. Bovendien zijn voor een ID-kaart geen vingerafdrukken meer nodig.
- 13 - In Rotterdam wordt na een jarenlange verbouwing het vernieuwde Station Rotterdam Centraal geopend door koning Willem-Alexander.
- 16 - Op de bezette Krim wordt een referendum gehouden over aansluiting bij Rusland: 97 procent stemt voor aansluiting bij Rusland. De OVSE had het referendum eerder al illegaal genoemd en stuurde geen waarnemers.
- 18 - Rusland annexeert officieel de Krim.
- 19 - Bij de Nederlandse gemeenteraadsverkiezingen verliezen de PvdA en de VVD veel zetels. D66, SP en de lokale partijen behalen veel zetelwinst. In Amsterdam en andere grote steden is de PvdA voor het eerst sinds vele jaren niet meer de grootste partij, terwijl D66 in diverse grote steden de meeste zetels verwerft. De opkomst bereikt met 53% een historisch dieptepunt.
- 19 - Uitlatingen van Geert Wilders over te veel Marokkanen "in Den Haag (en in Nederland)" worden op brede schaal veroordeeld. In de daaropvolgende dagen verlaten onder anderen Roland van Vliet en Joram van Klaveren uit onvrede de PVV-fractie. Ook wordt massaal aangifte gedaan bij de politie tegen de uitspraken van Wilders.
- 24-25 - In Den Haag, Nederland, wordt de Nuclear Security Summit 2014 gehouden, een internationale topconferentie met als onderwerp het voorkomen van nucleair terrorisme. De Amerikaanse president Obama poseert voor De Nachtwacht.
- 25 - Het Universitair Medisch Centrum Utrecht maakt bekend dat daar op 19 november 2013 bij een 22-jarige vrouw een volledige kunststof schedel is geïmplanteerd. De kunstschedel is met behulp van een 3D-printer gemaakt. Het ziekenhuis spreekt van een wereldprimeur.
- 27 - De Algemene Vergadering van de Verenigde Naties beschouwt het referendum op de Krim als illegaal.[4]
- 28 - Bij een overval op een juwelier in Deurne in Nederland worden de twee overvallers doodgeschoten door de vrouw van de juwelier.
- 29 - Vanaf deze dag staat in Engeland en Wales het burgerlijk huwelijk open voor mensen van hetzelfde geslacht (homohuwelijk).

### April
- 1 - De Nederlandse studentes Lisanne Froon en Kris Kremers verdwijnen in de omgeving van Boquete in Panama.
- 3 - Het vermoeden dat er zich diep onder het bevroren oppervlak van de Saturnusmaan Enceladus mogelijk een vloeibare oceaan bevindt, wordt bevestigd door onderzoekers van de NASA.
- 4 - De Nederlandse rockband The Scene kondigt zijn afscheid aan. Zanger Thé Lau is ongeneeslijk ziek.
- 6 - Pro-Russische rebellen bezetten overheidsgebouwen in het Oekraïense Donetsbekken. De dag erop wordt de stad Donetsk in het oosten van het land uitgeroepen tot een 'soevereine republiek' en vragen de separatisten aan de Russische president Vladimir Poetin om vredestroepen te sturen.[5]
- 7 - De Nederlandse pater Frans van der Lugt wordt in de belegerde Syrische stad Homs door radicale moslims vermoord.
- 13 - Met zijn zege in Parijs-Roubaix wordt Niki Terpstra de eerste Nederlander sinds 2001 die een wielerklassieker wint.
- 15 - Boko Haram ontvoert zo'n driehonderd schoolmeisjes uit een internaat in Chibok, een christelijke enclave in de Nigeriaanse deelstaat Borno. Een deel van de meisjes weet te ontsnappen, maar de groep houdt er ongeveer 270 langere tijd vast en dreigt hen als bruid te verkopen.
- 16 - De Zuid-Koreaanse veerboot Sewol zinkt in de Gele Zee. Er komen meer dan 180 personen om het leven, vooral scholieren op een schoolreisje. De kapitein verlaat als eerste het schip.
- 17 - Op het topoverleg in Genève wordt een akkoord bereikt voor het oplossen van de crisis in Oekraïne.[6][7][8]
- 20 - In de Kuip in Rotterdam wint PEC Zwolle onverwacht en spectaculair de KNVB Beker finale van Ajax door de Amsterdammers met 5-1 te verslaan en pakt zo haar eerste prijs in de clubhistorie.
- 26 - Eerste viering van Koningsdag in Nederland. Koningsdag wordt gevierd op 27 april, tenzij die datum (zoals in 2014) op een zondag valt.[9]
- 27 - Paus Johannes Paulus II en paus Johannes XXIII worden heilig verklaard.

### Mei
- 1 - In Brunei wordt de sharia van kracht.
- 1 - In de haven van Rotterdam legt de Russische olietanker Mikhail Oeljanov aan met de allereerste Noordpoololie. De olie is afkomstig van het Prirazlomnajaboorplatform, waar in september 2013 een actieschip van Greenpeace door de Russen werd opgebracht.
- 1 - Oprichting in Moskou van de Wagnergroep, een particulier huurlingenleger voor acties in het buitenland.
- 1 - In Brazilië verschijnt de film Getúlio, over het leven van president-dictator Getulio Vargas.
- 2 - Volkert van der Graaf, de moordenaar van Pim Fortuyn, komt voorwaardelijk vrij nadat hij 2/3 van zijn gevangenisstraf van 18 jaar heeft uitgezeten. Hij moet een enkelband dragen en mag niet in Rotterdam, Hilversum en Driehuis-Westerveld komen.
- 10 - In de Deense hoofdstad Kopenhagen wint Conchita Wurst met Rise Like a Phoenix namens Oostenrijk de finale van het Eurovisiesongfestival 2014. De Nederlandse inzending, The Common Linnets met het country/bluegrassnummer Calm after the storm, wordt tweede en de Zweedse Sanna Nielsen wordt derde.
- 11 - De niet-erkende Volksrepubliek van Donetsk wil een referendum houden voor de aansluiting met Rusland.
- 22 - Het leger van Thailand pleegt een staatsgreep.
- 24 - Drie mensen worden doodgeschoten bij een schietpartij bij het Joods Museum aan de Zavel in de Belgische hoofdstad Brussel. Een vierde slachtoffer overlijdt later in het ziekenhuis.
- 24-31 - De Toppers vieren hun 10-jarig jubileum met vier concerten in de Amsterdam ArenA.
- 25 - In België worden op één dag federale, regionale en Europese verkiezingen gehouden.
- 25 - Oekraïense presidentsverkiezingen.[10]
- 25 - Malavath Purna bereikt als jongste vrouw en jongste Indiër ooit de top van de Mount Everest.
- 25-26 - Er worden Egyptische presidentsverkiezingen gehouden.
- 31 mei-15 juni - Het Wereldkampioenschap hockey voor zowel de vrouwen als de mannen wordt in Den Haag gehouden. Bij de dames behaalt Nederland zijn zevende titel. Bij de heren wint Australië voor de derde keer.
- 31 - De internetsensatie Gangnam Style van de Zuid-Koreaanse rapper-zanger PSY is de eerste video die twee miljard keer is bekeken op YouTube.

### Juni
- 3 - Explosies en brand bij een complex van Shell op het Nederlandse haven- en industriegebied Moerdijk, er vallen twee gewonden.
- 10 - De islamitische terreurgroep ISIS neemt de Iraakse stad Mosoel in.
- 12 - Het WK voetbal begint in Brazilië.
- 13 - ISIS neemt de Iraakse steden Jalawla en Saadiya in.
- 13 - In Oekraïne worden pro-Russische strijdgroepen uit de stad Marioepol verdreven door nationalistische legertjes.
- 19 - In Spanje volgt kroonprins Felipe zijn vader Juan Carlos op als koning Felipe VI.
- 23 juni-6 juli - De 128ste editie van het Engelse grandslamtoernooi Wimbledon wordt gespeeld. Novak Djokovic behaalt zijn tweede titel in het herenenkelspel. Petra Kvitová wint voor de tweede keer bij de dames.
- 24-25 - Koning Willem-Alexander en koningin Máxima brengen aan Polen hun eerste officiële staatsbezoek.
- 29 - ISIS-leider Al-Baghdadi roept een kalifaat, de Islamitische Staat, uit met Raqqa als hoofdstad.[11]

### Juli
- 1 - Italië neemt het voorzitterschap van de Raad van de Europese Unie over van Griekenland.
- 5-27 - De Tour de France wordt verreden. De Italiaan Vincenzo Nibali wint deze ronde voor de eerste keer.
- 9 - In Nederland wordt het papieren treinkaartje afgeschaft.
- 13 - Duitsland wint het Wereldkampioenschap voetbal 2014.
- 17 - Malaysia Airlines-vlucht 17 stort neer in Oekraïne. Alle inzittenden komen om het leven. Onder de inzittenden zijn 196 Nederlanders.
- 17 - Het Israëlische leger begint aan de grondoperatie in de Gazastrook.
- 23 - Dag van nationale rouw in Nederland vanwege de slachtoffers van de vliegramp met de MH17. Twee transportvliegtuigen met kisten met daarin stoffelijke resten van slachtoffers komen aan op Vliegbasis Eindhoven. De kisten worden daarna in een lange stoet van lijkwagens vervoerd naar Hilversum waar ze zullen worden geïdentificeerd. De dagen erna volgen er nog meer van zulke vluchten met de bijbehorende ceremonies.
- 29 - Op de Filipijnen wordt de 100 miljoenste inwoner geboren. Het is het meisje Chonalyn, dat wordt geboren in een ziekenhuis in Manilla.

### Augustus
- In de VS wordt met de Ice Bucket Challenge in een maand 80 miljoen dollar opgehaald voor onderzoek naar ALS. De rage slaat over naar België en Nederland.
- 8 - De Verenigde Staten starten met luchtaanvallen in Noord-Irak, gericht tegen ISIS.
- 9 - De dood van Michael Brown leidt tot rellen in Ferguson, Missouri, Verenigde Staten.
- 10 - Premier Erdoğan behaalt in de eerste ronde van de Turkse presidentsverkiezingen een meerderheid van 52% van de stemmen en wordt daarmee de nieuwe president.
- 19 - De Amerikaanse journalist James Foley wordt in Syrië onthoofd door leden van de militie 'Islamitische Staat'.

### September
- 2 - In Papendrecht wordt een vondelingenluik geopend.
- 3 - In Rhoon bij Rotterdam wordt het eerste openbare waterstoftankstation in Nederland geopend.
- 7 - Jeroen Dubbeldam behaalt als eerste Nederlander ooit een individuele titel op het wereldkampioenschap voor springruiters.
- 13 - 20 - Start van de Special Olympics Europese Zomerspelen te Antwerpen.
- 18 - Schotland houdt een volksraadpleging over onafhankelijkheid. Een krappe meerderheid stemt tegen onafhankelijkheid, waardoor Schotland bij het Verenigd Koninkrijk blijft.
- 23 - Het nieuwe 10 eurobiljet, uit de Europaserie, wordt in omloop gebracht.
- 26 - Op de EU-Canada topontmoeting wordt het nieuwe vrijhandelsverdrag ondertekend.
- 26  - In Iguala, Mexico verdwijnen 43 studenten na rellen met de politie. Ze worden alle 43 omgebracht en de stoffelijke resten zijn grotendeels onvindbaar.
- 28 - Er vallen drie doden en 24 gewonden wanneer een monstertruck het publiek inrijdt bij een evenement in de Nederlandse plaats Haaksbergen.

### Oktober
- 1 - De Markthal in Rotterdam wordt geopend.
- 3 - Aanmodderfakker van regisseur Michiel ten Horn wint het Gouden Kalf voor beste film.
- 5 - 19 - Derde Buitengewone Algemene Assemblee van de Bisschoppensynode van de Rooms-Katholieke Kerk, in Vaticaanstad.
- 10 - Malala Yousafzai en Kailash Satyarthi winnen de Nobelprijs voor de Vrede.
- 12 - In Sotsji wordt de allereerste Grand Prix Formule 1 van Rusland gereden.
- 27 - Litouwen neemt in de haven van Klaipeda een drijvend LNG-station in gebruik, dat het land voor energie onafhankelijk maakt van Rusland.
- 31 - In Burkina Faso treedt president Blaise Compaoré af, na hevige straatrellen.

### November
- 2 - Het IPCC publiceert zijn vijfde rapport met waarschuwingen inzake klimaatverandering.
- 6 - In Brussel vindt een vakbondsbetoging plaats tegen de besparingen van de Regering-Michel I met meer dan 100.000 betogers. Op het einde van de betoging ontstaan er rellen.
- 9 - Er wordt een (niet door de Spaanse regering erkend) onafhankelijkheidsreferendum gehouden in Catalonië.[12]
- 10 - Nationale herdenking slachtoffers Malaysia Airlines-vlucht 17 in de RAI Amsterdam.
- 12 - De lander Philae, die is meegereisd met de Europese ruimtesonde Rosetta, landt met succes op de komeet 67P/Tsjoerjoemov-Gerasimenko.
- 15 - In het Utrechtse dorpje Hekendorp breekt een vorm van de vogelgriep uit. Op 21 november breekt de ziekte ook uit in Kamperveen.

### December
- 3 - De politie arresteert een man uit Zeist (70) die gedurende een jaar John en Linda de Mol heeft afgeperst.
- 7 - De tyfoon Hagupit trekt met windsnelheden tot 250 km/u over de Filipijnen en veroorzaakt grote schade.
- 8 - De taxidienst UberPOP wordt door de rechter verboden in Nederland. Eigenaar Uber gaat in beroep.
- 10 - Onno Hoes stapt op als burgemeester van Maastricht na ophef over zijn privéleven.
- 10 - De ebolabestrijder wordt door Time verkozen tot Person of the Year.
- 15 - In het centrum van Sydney (Australië) gijzelt een radicale Iraanse geestelijke een café. Na ruim zestien uur wordt de gijzeling door de politie beëindigd. Hierbij vallen drie doden, onder wie de gijzelnemer.
- 16 - De taliban plegen een aanslag op een school in Pesjawar in Pakistan. Hierbij vallen 136 doden, waaronder zeker 100 kinderen.
- 17 - De Amerikaanse president Barack Obama en de Cubaanse president Raúl Castro maken bekend dat beide landen hun diplomatieke relatie gaan herstellen, waarmee er een einde komt aan de isolatie van het Latijns-Amerikaanse land.
- 17 - In Roermond komt bij een grote brand in een winterstalling voor boten veel asbest vrij. De binnenstad wordt bijna twee dagen afgesloten om verspreiding van het asbest te voorkomen.
- 18 - Ford Genk wordt gesloten; de productie van de Ford Mondeo wordt verplaatst naar Valencia.
- 28 - Indonesia AirAsia-vlucht 8501, een Airbus A320 van de Indonesische luchtvaartmaatschappij Indonesia AirAsia met aan boord 155 passagiers en zeven bemanningsleden, verdwijnt van de radar boven de Javazee.
- 28 - De NAVO beëindigt na dertien jaar zijn ISAF-gevechtsmissie in Afghanistan. Wel blijft er een beperkte buitenlandse troepenmacht bestaande uit 12.500 militairen in het land die de training van het Afghaanse leger op zich zullen nemen.
- 28 - Op de MS Norman Atlantic breekt brand uit terwijl deze zich op 81 km van de kust van het Griekse eiland Korfoe bevindt. Een internationale reddingsoperatie komt op gang. Pas op 29 december zijn alle 466 opvarenden geëvacueerd. 5 opvarenden overleven het ongeval niet.

### Zonder datum
- Bij archeologisch onderzoek in het Palmhoutwrak, dat in 2010 voor de kust van Texel ontdekt werd, worden onder andere een zijden jurk en een zilveren pronkbeker ontdekt.

## Film
- De films 12 Years a Slave en American Hustle winnen de Golden Globes. Woody Allen kreeg de Cecil B. DeMille Award.
- De film 12 Years a Slave wint ook de BAFTA voor beste film.
- Op het 43e IFFR winnen de films Anatomy of a Paper Clip door Ikeda Akira, Han Gong-Ju door Lee Su-Jin en Something Must Break van Ester Martin Bergsmark een Tiger Award. Nebraska en Qissa kregen de publieksprijs.
- Black Coal, Thin Ice  van Diao Yinan wint de 64ste Berlinale.
- De fim Ernest et Célestine van Benjamin Renner, Stéphane Aubier en Vincent Patar wint, als eerste animatiefilm ooit, de Magritte du cinéma voor Beste film.
- De film 12 Years a Slave wint daarnaast ook nog de Oscar voor beste film, Gravity wint zeven Oscars, waaronder die van beste regie door Alfonso Cuarón. Een selfie van presentatrice Ellen DeGeneres met acteurs zorgt voor de grootste Twitter-retweet tot dan toe.
- De Japanse korte animatie Futon van Yoriko Mizushiri wint de Grand Prix tijdens het Anima festival in Brussel.
- Sangho Yeon wint de Grand Prix featurefilm met zijn film The Fake op het 17e HAFF. Job, Joris & Marieke winnen zowel de Grote Prijs voor Nederlandse animatie en de Publieksprijs met hun korte animatie MUTE.
- De Turkse film Kış uykusu wint de Gouden Palm op het 67e Filmfestival van Cannes.
- De film Marina wint de Ensor voor beste film en voor beste regie door Stijn Coninx.
- Het Gouden Kalf voor Beste film gaat naar Aanmodderfakker, de Publieksprijs naar de natuurdocumentaire De Nieuwe Wildernis.
- Op het Cinekid filmfestival wint Felix zowel de Leeuw Publieksprijs alsmede de MovieZone Kinderjury Award. Het leven volgens Nino wint de Leeuw Beste Film.
- De Colombiaans-Franse film Gente de bien wint de Grand Prix voor beste film op het Film Fest Gent.
- De Europese Filmprijzen worden dit jaar uitgereikt in Riga. Het Pools-Deense drama Ida wint zowel de prijs voor beste film als de publieksprijs. De Nederlandse jeugdfilm Spijt! wint de Young Audience award.
- Sony maakt bekend de première van zijn film The Interview te schrappen, omdat de grote bioscoopketens in Amerika de film niet willen draaien naar aanleiding van verschillende dreigementen van een groep hackers.
- De film Gooische Vrouwen 2 wordt de best bezochte film in Nederland met 1,2 miljoen bioscoopbezoekers. In België was het The Hobbit: The Battle of the Five Armies met 660.000 bezoekers.
- Op 14 juni, tijdens het Holland Festival, wordt de film Napoleon van Abel Gance uit 1927 inclusief Polyvision triptiek vertoond in het Ziggo Dome.
- De Amsterdam Filmweek stopt na drie jaar alweer na afhaken sponsor UPC.

## Muziek

### Populaire muziek
Bestverkochte singles in Nederland:
1. John Legend - All of Me
2. Pharrell Williams - Happy
3. Clean Bandit & Jess Glynne - Rather Be
4. Lilly Wood & The Prick & Robin Schulz - Prayer in C
5. Sam Smith - Stay with Me
6. Dotan - Home
7. Tove Lo & Hippie Sabotage - Stay High
8. Calvin Harris - Summer
9. Milky Chance - Stolen Dance
10. Pitbull & John Ryan - Fireball

## Weerextremen
België
- 8 en 9 maart: Hoogste maximumtemperatuur op deze opeenvolgende dagen: resp. 19 °C en 21 °C[13]
- 18 oktober: Met 24,1 °C de hoogste temperatuur op deze dag sinds de gecorrigeerde waarneming in 1901.[14]
- 1 november: Hoogste maximumtemperatuur op deze dag: 20,3 °C.[15]
- 2014 is officieel met een temperatuurgemiddelde van 11,9 °C het warmste jaar ooit sinds het begin van de metingen in 1833 in Ukkel.[16] Het vorige record (gemiddeld 11,6 °C) werd in 2011 gehaald.

Nederland
- 3 januari: Hoogste maximumtemperatuur op deze dag: 12,2 °C[17]
- 6 januari: Hoogste maximumtemperatuur op deze dag: 14,5 °C[17]
- 8, 9 en 10 maart: Hoogste maximumtemperatuur op deze opeenvolgende dagen: resp. 16,0 °C, 19,5 °C en 18,0 °C[18]
- 20 maart: Hoogste maximumtemperatuur op deze dag: 21,2 °C[18]
- 31 maart: Hoogste maximumtemperatuur op deze dag: 20,4 °C[18]
- 1 april: Hoogste maximumtemperatuur op deze dag: 20,4 °C[19]
- 7 april: Hoogste maximumtemperatuur op deze dag: 21,2 °C[19]
- 7 april: Hoogste etmaalgemiddelde temperatuur 15,6 °C[20]
- 29 mei: Laagste maximumtemperatuur op deze dag: 11,8 °C[21]
- 28 juli: Extreme neerslag, op sommige plekken meer dan 200 mm[22]
- 19 augustus: Koudste in 90 jaar: maximumtemperatuur van 15,9 °C[23]
- 18 oktober: Hoogste maximumtemperatuur op deze dag: 23,0 °C.[24]
- 1 november: Hoogste maximumtemperatuur op deze dag: 18,5 °C.[25]
- 2 november: Hoogste maximumtemperatuur op deze dag: 17,4 °C.[25]
- 2014 was in Nederland het warmste jaar sinds het begin van de metingen in 1901 in De Bilt. Met een gemiddelde jaartemperatuur van 11,7 °C werd het record van de jaren 2006 en 2007 (11,2 °C) verbroken.[26]

Wereld
- September 2014 was wereldwijd de warmste septembermaand sinds het begin van de metingen in 1880.[27] In januari 2015 bleek uit analyses door NASA en NOAA dat 2014 wereldwijd tevens het warmste jaar ooit was sinds het begin van de metingen.[28]